# Madukara (plaats)
Madukara is een bestuurslaag in het regentschap Banjarnegara van de provincie Midden-Java, Indonesië. Madukara telt 2179 inwoners (volkstelling 2010).